# Белялов Мустафа Османович
Мустафа Османович Белялов (узб. Mustafo Osmanovich Bilolov; нар. 4 червня 1957, Нурабад, Самаркандська область, Узбецька РСР) — радянський та узбецький футболіст, захисник.

## Життєпис
Грати у футбол почав у Таджикистані, в невеликому містечку Чкаловськ. Вихованець ДЮСШ. Перший тренер — Володимир Гаврилович Бурдін.
З 1977 року грав у першій лізі за «Памір», в 1980 році перебував на армійській службі у Львові в команді СКА.
У сезоні 1981 року тренер «Пахтакора» Іштван Секеч запросив Белялова в команду.
Сам тренер «Пахтакора» Іштван Секеч в одному зі своїх інтерв'ю говорив наступне про захисника:
|  | Якось в одній з ігор тоді ще молодий Бєлялов втратив в центрі поля м'яч, суперник підхопив його та помчав до наших воріт. Бєлялов — за ним, а наздогнати не може, біжить й від образи сльози на очах. Добре воротар виручив, а Бєлялов від повноти почуттів обійняв його і поцілував. Людина він, яка безмежно любить футбол, грає й тренується самозабутньо. Швидкості йому дещо не вистачає, але правильний вибір позиції дозволяє компенсувати цей недолік. Бєлялов відмінно грає головою, і при розіграші стандартних положень біля чужих воріт можна назвати обмаль гравців у країні, які діяли б так уміло, як він. |

Потім грав у «Нурафшоні», українському «Приладисті» з Мукачево та малайзійському «Пераку», в якому завершив кар'єру футболіста.
За олімпійську збірну СРСР провів 2 офіційних матчі у відбірному турнірі на Олімпіаду 1984 года, ставши в її складі переможцем першої європейської зони.
За збірну Узбекистану зіграв 7 матчів.

## Досягнення
- Кубок Першої ліги СРСР
  -  Володар (2): 1988, 1989[6].

- Перша ліга СРСР
  -  Срібний призер (1): 1990

- Футболіст року в Узбекистані (№ 3): 1992

- Перможець 1-ї групи європейської зони кваліфікаційного турніру Олімпіади-1984: 1983